# Régiment Azov
Pour les articles homonymes, voir Corps noir (homonymie) et Azov (homonymie).
Ne doit pas être confondu avec de nombreuses unités militaires ukrainiennes portant désormais le même nom, comme la 3e brigade d'assaut, le régiment Kraken, la 60e brigade d'infanterie ou la 12e brigade d'affectation opérationnelle (Ukraine)
 (août 2023).
 (mars 2022).
 (juin 2025).
La 12e brigade d'opérations spéciales « Azov», (en ukrainien : 12-та бригада спеціального призначення «Азов» (12-ta bryhada spetsialnoho pryznachennya «Azov»)) est une unité de la garde nationale ukrainienne autrefois basée à Marioupol, sur la mer d'Azov, et formée en 2014 durant la première phase de la guerre russo-ukrainienne en tant que bataillon paramilitaire de volontaires sous le commandement Andriy Biletsky afin d'affronter les forces séparatistes de la guerre du Donbass. Le bataillon est par la suite incorporé au sein de la Garde nationale en tant que régiment, le 11 novembre 2014. En février 2023, le ministère de l'Intérieur ukrainien annonce l'expansion du régiment en brigade au sein de la nouvelle Garde offensive. En avril 2025, la brigade intègre le nouveau 1er corps d'armée « Azov » mené par Denys Prokopenko, commandant de la brigade Azov. 
L'unité suscite de nombreuses controverses en raison de son association précoce et prétendument continue avec des groupes d'extrême droite et l'idéologie néonazie, pour son utilisation de 2014 à 2022 de symboles controversés liés au nazisme comme le soleil noir, et pour des accusations de violation des droits de l'homme, notamment des détentions arbitraires, exécutions sommaires, viols et tortures,. À l'origine, l'unité est liée au mouvement d'extrême droite Azov. Après son intégration dans la Garde nationale, l'unité est placée sous le contrôle du gouvernement ukrainien, et les observateurs notent une stratégie gouvernementale consistant à intégrer les milices d'extrême droite dans l'armée régulière tout en essayant de limiter l'influence idéologique ultra-nationaliste. Certains experts affirment que l'unité s'est dépolitisée, déradicalisée et distanciée du mouvement Azov depuis son intégration dans l'armée ukrainienne régulière,,, ce qui serait visible notamment dans l'abandon des références iconographiques néonazies dans ses insigne. D'autres restent critiques et affirment que l'unité reste liée au mouvement et à l'idéologie d'extrême droite.  
La taille de la brigade est estimée à environ 2 500 combattants en 2017, à environ 900 en 2022, et aujourd'hui entre 3 500 et 5 000 (même si ce nombre évolue constamment depuis le début de la guerre). La plupart des membres de l'unité sont des russophones originaires d'Ukraine, mais le régiment compte également des membres originaires d'autres pays.  
La brigade connaît un regain d'attention lors de l'invasion de l'Ukraine par la Russie. Le régiment Azov joue un rôle prépondérant dans le siège de Marioupol et a tenu sa dernière position dans l'usine métallurgique Azovstal de Marioupol,. Le siège prend fin lorsqu'un nombre important de combattants du régiment, dont son commandant, Denys Prokopenko, se rendent aux forces russes sur ordre du haut commandement ukrainien. L'unité est désignée comme groupe terroriste par la Russie en août 2022, date à laquelle la Russie commence à condamner les prisonniers de guerre de l'unité Azov dans le cadre de simulacres de procès. Prokopenko ainsi que quatre autres commandants sont libérés lors d'un échange de prisonniers le 21 septembre 2022. 
La brigade Azov est un objet récurrent de la propagande russe, présentant l'invasion de l'Ukraine comme une « opération de dénazification », et ce malgré l'existence avérée de groupe militaires et paramilitaires russes ouvertement néonazis comme le groupe Roussitch ou le groupe Wagner[Interprétation personnelle ?]. 

## Origine du nom
La brigade doit son nom à la mer d'Azov. De sa création à septembre 2014 il est connu comme « bataillon Azov » (en ukrainien : Батальйон « Азов » (Batalʹyon « Azov »)), avant de devenir « régiment Azov » jusqu'en 2022 puis « brigade Azov » depuis février 2023, on le désigne aussi comme « les hommes en noir » ou encore le « Corps Noir »,.

## Historique

### Unité paramilitaire

#### Contexte
Début 2014, l'État ukrainien est proche de la faillite, et de plus, de nombreux soldats prorusses de l'armée nationale ont déserté (selon un soldat prorusse). L'armée ukrainienne est désorganisée et peu motivée, les appelés du Donbass ne sont plus envoyés combattre la rébellion dans l'Est du pays par crainte qu’ils ne changent de bord. Face à cela, le 13 avril 2014, au lendemain des référendums de Lougansk et de Donetsk, le ministre de l'Intérieur du gouvernement Iatseniouk I, Arsen Avakov, décide de former des milices armées spéciales, afin de lutter contre l'insurrection séparatiste à l'Est. Les actions de combat qui sont menées sont dénommées « opérations antiterroristes » (ATO), afin de souligner l'illégalité de ces référendums.

#### Création
Le bataillon Azov a été formé à la fin des manifestations Euromaïdan. Cinq hommes parmi les vingt-huit hommes libérés à la suite de la loi de la Rada « Sur l'amnistie en Ukraine » (réhabilitation complète des prisonniers politiques) ont joué un rôle central dans la création du bataillon de volontaires Azov. Andriy Biletsky et Oleh Odnorozhenko (uk), ainsi que Ihor Mosiychuk (en), Serhiy Bevz (uk) et Volodymyr Chpara (uk) (les trois derniers étant connus comme les « terroristes de Vassylkiv (en) »). Les membres fondateurs ont commencé à s'organiser à Kyïv et à Kharkiv : à l'hôtel Kozatskiy (uk) à Kyïv et dans un grand bâtiment de la rue Rymarska (uk) à Kharkiv utilisé par « Patriote d'Ukraine ». Le bataillon est créé le 5 mai 2014 par Biletsky, leader de l'organisation ultranationaliste ainsi que du groupe politique Assemblée sociale-nationale. (Biletsky quitte ensuite le régiment pour devenir président du parti politique d'extrême droite Corps national.)

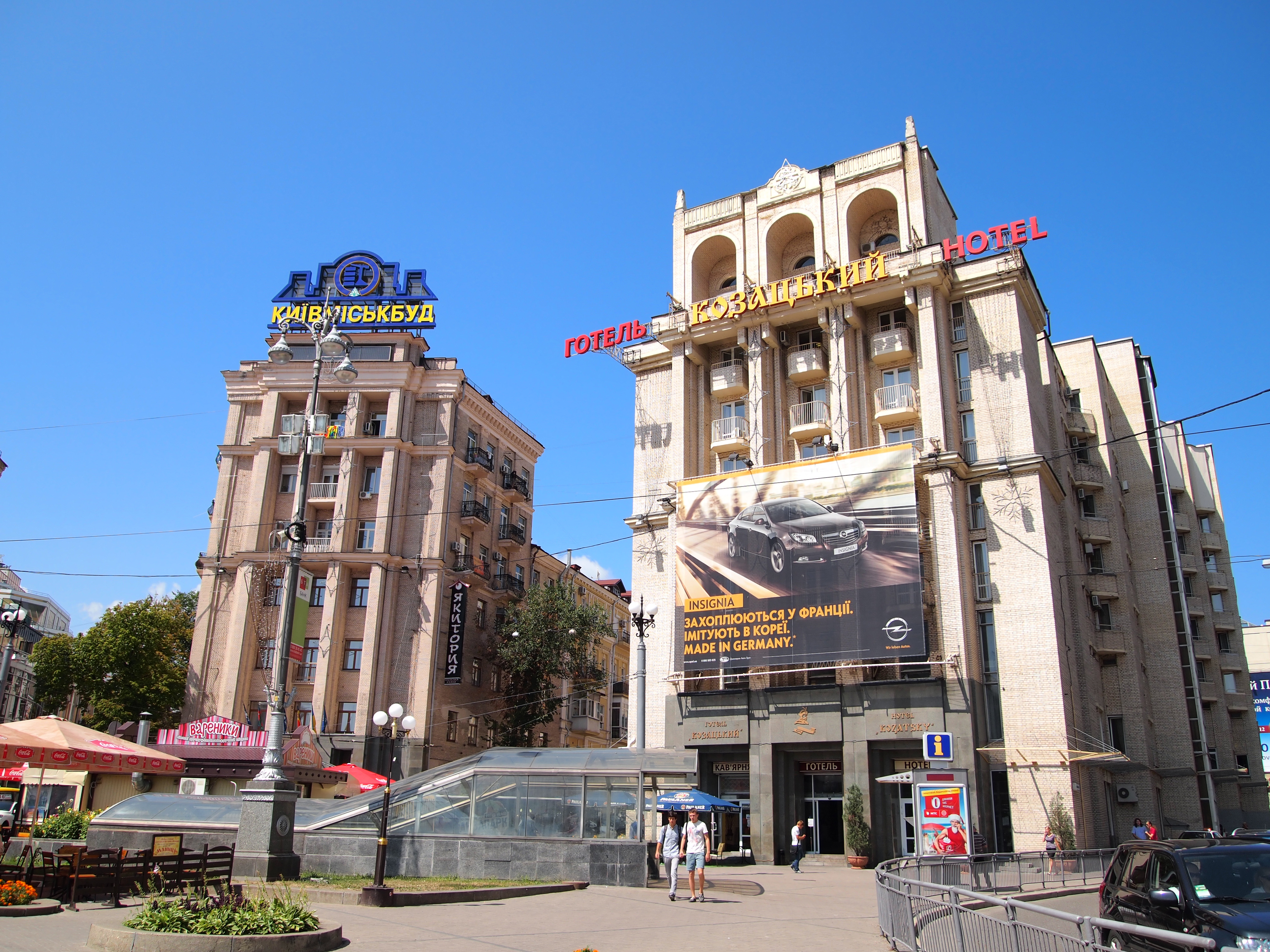
L', Kiev.

À Kharkiv, des militants pro-russes ont été violemment agressés par un groupe vêtu de noir composé de membres de « Patriote d'Ukraine », de l'Assemblée sociale-nationale et de Secteur droit, ainsi que d'autres. Le 14 mars, des militants séparatistes ont tenté de prendre le contrôle de l'immeuble de la rue Rymarska au nom du mouvement russe. Deux pro-russes ont été abattus. À ce moment-là, le groupe nationaliste ukrainien était connu sous le nom « Secteur droit Est » ou, en référence aux « petits hommes verts » russes qui s'emparèrent de la Crimée, les « petits hommes noirs ».

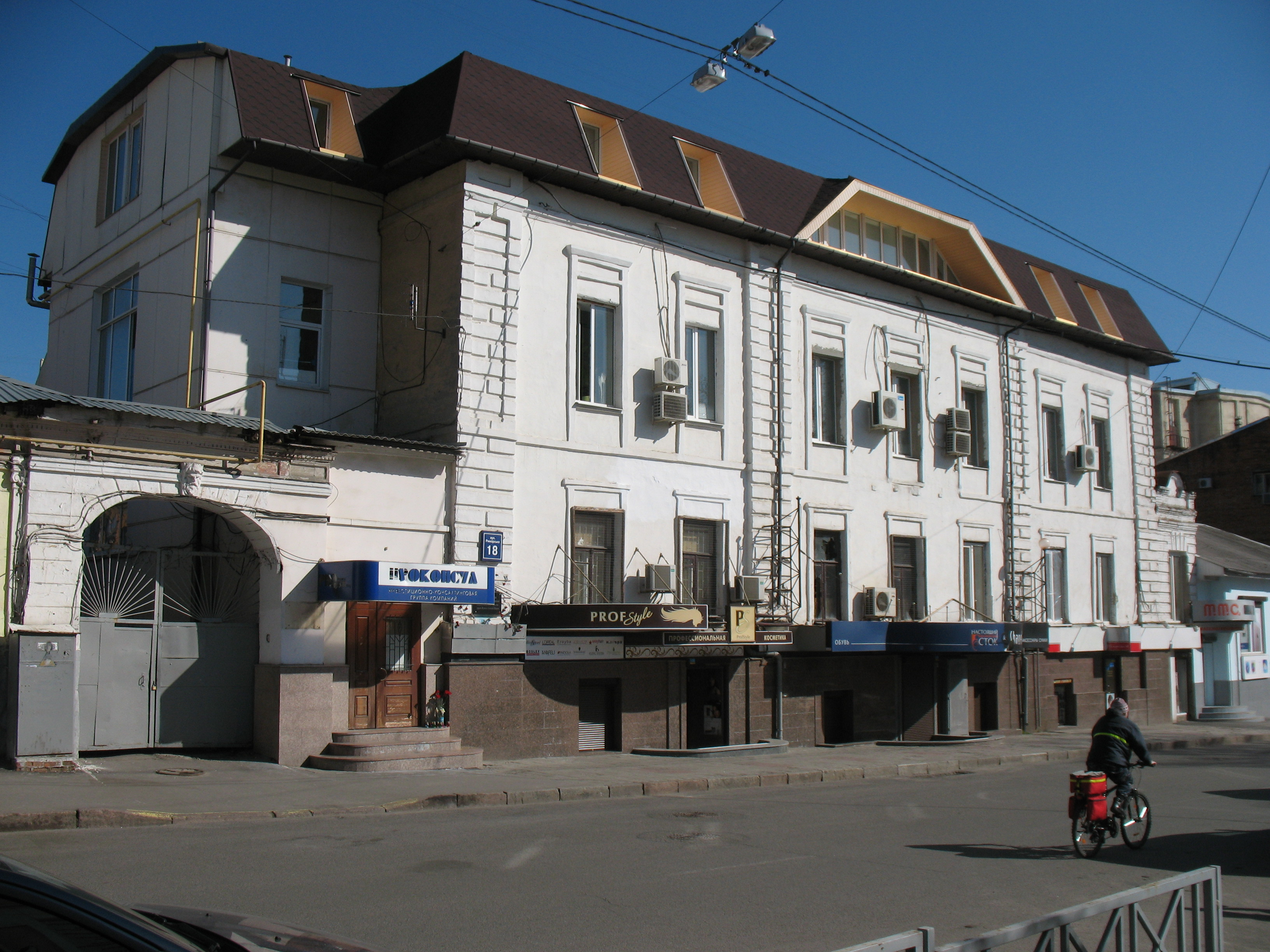
Scène de la, Kharkiv.

En avril, le groupe négociait la possibilité d'être régularisé et incorporé dans les forces internes de l'Ukraine. Le bataillon devait provisoirement s'appeler « Slobojanchtchyna » et la commission médicale du ministère de l'Intérieur a examiné les militants, mais les membres fondateurs d'Azov restent un groupe officieux informel. Néanmoins, les contacts avec le gouvernement se poursuivent.
Selon Anton Gerachtchenko, le 6 avril 2014, Biletsky, Mosiychuk et Dmytro Korchynsky (en) ont tenu une réunion avec le ministre de l'Intérieur, Arsen Avakov, ainsi qu'avec Herachtchenko, un conseiller d'Avakov. Biletsky a exprimé le désir d'engager un combat armé pour l'Ukraine; Arsenov a déclaré que cela n'était possible qu'avec la subordination du groupe à la police. Biletsky, hostile à la police, a refusé. Selon Herachtchenko, l'idéologue du « Patriote d'Ukraine », Odnorozhenko, a soutenu la suggestion d'Avakov de s'organiser sous l'autorité de la police, dont Herachtchenko a informé Odnorozhenko après le 6 avril.
En avril, les prorusses ont pris le contrôle des bâtiments administratifs de Kharkiv. L'opération ukrainienne pour reprendre le contrôle de Kharkiv a commencé le 8 avril avec la reprise du siège de l'oblast de Kharkiv. Entre le 13 avril et le 20 avril, des éléments du « Patriote d'Ukraine » dirigés par Biletsky faisaient partie de ceux qui ont repris le contrôle en coordination avec le ministère de l'Intérieur et le Service de sécurité d'Ukraine (SBU).
Les prorusses avaient également pris le contrôle des bâtiments administratifs de Marioupol. Selon Herachtchenko lui-même, Biletsky et Odnorozhenko l'ont approché et ont proposé une opération visant à rétablir l'administration marioupolitaine sous contrôle ukrainien. Pour les autorités ukrainiennes, le temps était court, puisque l'élection présidentielle ukrainienne devait avoir lieu le 25 mai. Mais, le référendum dans le territoire de l'oblast de Donetsk occupé par les Russes devait avoir lieu, lui, le 11 mai. Serhiy Tarouta, gouverneur de l'oblast de Donetsk, et Ihor Kolomoïsky, gouverneur de l'oblast de Dnipropetrovsk ont tous deux aidé à organiser et à financer l'opération. La mise en place du bataillon a commencé début mai. Oleh Liachko et Korchynsky, les dirigeants du Parti radical et du « Bratstvo » (uk) ont aidé.

#### Bataillon de la patrouille de police spéciale
La fondation officielle du bataillon a eu lieu à Berdiansk le 5 mai 2014,. Légalement, Azov a été créé en tant que bataillon de la Patrouille de police spéciale du département des affaires intérieures de l'oblast de Donetsk sous l'autorité de Valéry Androschuk, nouveau chef du département de police de Marioupol. Le 18 mai, environ 80 militants ont été transportés de l'hôtel Kozatskiy à Berdiansk pour commencer l'entraînement sur un champ de tir. Le 20 mai, le bataillon annonce le début du recrutement de nouveaux volontaires.
Avakov, ministre de l'Intérieur du 22 février 2014 au 15 juillet 2021, a longtemps été considéré comme le patron du mouvement Azov. Sous le ministère de Avakov, d'anciens membres du parti Patriote d'Ukraine se sont retrouvés à des postes de pouvoir.
Le mouvement Azov[pas clair] peut être considéré comme l’incarnation d’un « nationalisme soldatique » situé à l’intersection de l’extrême droite parlementaire de Svoboda et des groupuscules paramilitaires ultranationalistes et néonazis, comme Patriotes d’Ukraine, dont le commandement initial de Azov est majoritairement issu.

Même si des éloges peuvent être entendus au sujet de Azov, comme celui du colonel Valentyn Fedichev qui déclare : « Azov a montré son âpreté au combat. Ses combattants ont mérité notre respect. Ils participent pleinement à l’effort commun. Nous avons un seul but, lutter contre les terroristes, un seul commandement, ce qui permet une collaboration totale », il reste des voix qui ne cachent pas leur méfiance envers cette unité, comme celle d'un proche collaborateur de l’ancien secrétaire Andriy Paroubiy, membre du Conseil national de sécurité et de défense de l’Ukraine, qui a déclaré que « ni le gouvernement, ni le commandement militaire ne font confiance aux bataillons de volontaires ». Méfiance légitime puisqu'un combattant d’Azov menace le gouvernement de Kyïv en disant : « Lorsque nous en aurons fini avec les pro-russes, nous retournerons à Kyïv pour y mettre de l’ordre ».

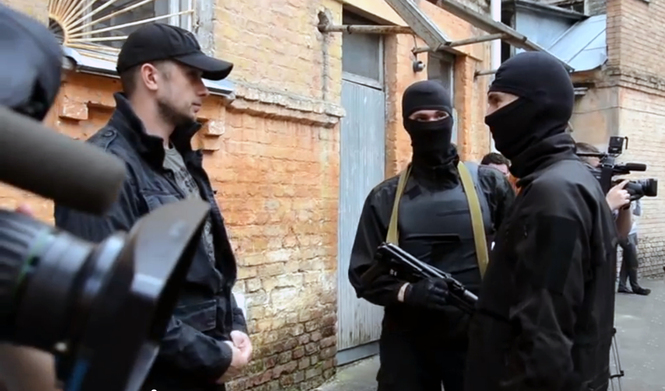
Andriy Biletsky avec des membres du bataillon Azov, 2014.

Le 6 mai 2014, près du village de Manhouch (ou Mangouch), une action est menée contre des hommes de la république populaire de Donetsk (RPD) en infériorité numérique. Résultat : un homme du bataillon Azov est blessé, mais le bataillon réussit à capturer Igor Kakidzianov, ministre autoproclamé de la défense de la RPD, et à tuer un de ses accompagnateurs.
Dans la nuit du 7 au 8 mai 2014, le bataillon Azov est transporté à Marioupol dans le but de procéder à des arrestations de militants prorusses, de détruire les barricades et de reprendre les bâtiments administratifs. Le matin du 9 mai suivant, le bataillon atteint le centre de la ville où les blindés légers et les chars lourds sont arrêtés par une foule hostile et les miliciens sont désarmés par la police locale. Le commandant adjoint du bataillon Azov, Iaroslav Gontchar explique cet échec par « la trahison de la police et l'opposition de la population ainsi que l'incompétence de ceux qui planifient les opérations ».
Le 16 mai, après plusieurs jours d'affrontement, le bataillon quitte Marioupol vers sa base de Berdiansk, où de nouveaux volontaires sont attendus le 20 mai 2014, date à partir de laquelle de nouveaux entraînements et surtout des exercices tactiques ont lieu avec un encadrement de militaires ukrainiens formés en Ukraine et à l'étranger.
Le 26 mai, le bataillon accompagné du bataillon Ukraine s'empare à Ourzouf de l'ancienne résidence secondaire de Lioudmilla Ianoukovitch (en), tenue par les opposants, où il trouve des armes.
Le 12 juin, après une opération menée dans le centre-ville de Marioupol, un communiqué du bataillon déclare que le bataillon a capturé le maire autoproclamé de Marioupol qui avait fait allégeance à la république populaire de Donetsk, Alexandre Fomenko (parti communiste d'Ukraine), et le dirigeant du comité de Marioupol de la RPD, Nikolaï Lissogor, ainsi qu'un autre activiste, Sergueï Zimnitski. Le 13 juin, la ville de Marioupol tombe sous les assauts des bataillons Azov, Ukraine et Donbass et des forces gouvernementales. Les forces ukrainiennes affirment que plusieurs insurgés sont tués ou blessés et que quelques soldats gouvernementaux sont blessés. Le drapeau ukrainien est à nouveau hissé sur la façade de l'administration locale et plus de trois cents personnes sont arrêtées. 

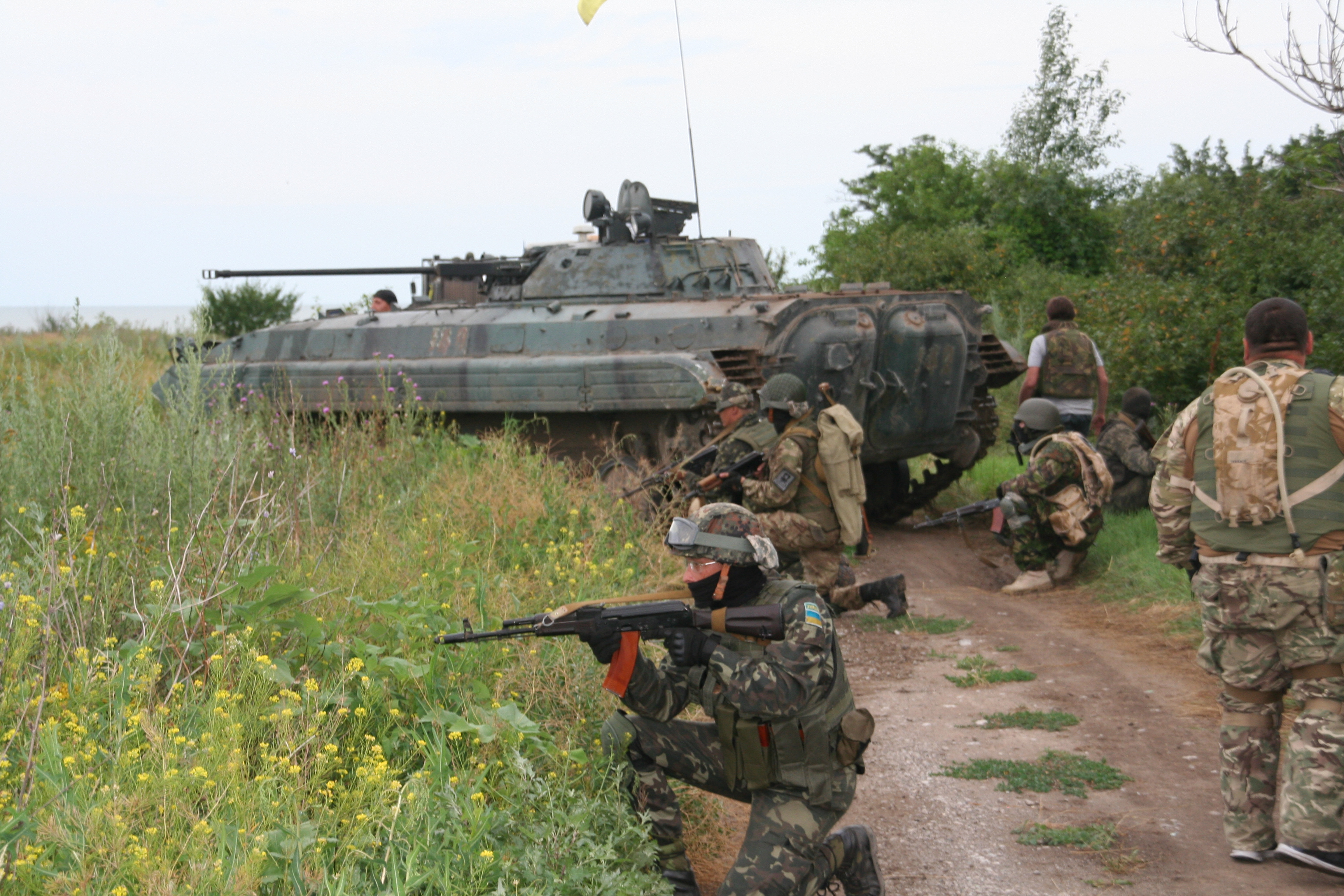
Le bataillon Azov opérant aux côtés d'un véhicule de combat d'infanterie BMP-2 de la Garde nationale ukrainienne le 2014-07-05.

En juin 2014, le bataillon Azov appuyé par l’aviation, les hélicoptères et l’artillerie de l'armée ukrainienne ont lancé une offensive meurtrière à Sloviansk qui a provoqué environ 300 morts chez les séparatistes en 24 heures. La chancelière allemande Angela Merkel « a exhorté le président Porochenko à conserver un sens de la mesure dans ses actions légitimes contre les séparatistes et à protéger la population civile » lors de ses « opérations antiterroristes ».

Selon BBC News en juillet 2014, le bataillon Azov comptait environ 300 membres. Plusieurs étrangers combattaient sans être payés dans le bataillon, dont le Suédois Mikael Skillt (sv), qui a déclaré à la BBC que l'unité recherchait des combattants étrangers compétents. S'adressant à la BBC, Herachtchenko a nié que le bataillon ait des membres étrangers, les qualifiant de « journalistes » étrangers, et a nié avec colère que le parti de Biletsky (l'Assemblée sociale-nationale) était néonazi.

Insigne du régiment Azov de septembre 2014 à août 2015.

### Dans la garde nationale ukrainienne
À la suite du protocole de Minsk, le bataillon Azov est intégré dans la Garde nationale de l'Ukraine en septembre 2014. Le bataillon était couramment décrit comme étant d'obédience néonazie et suprémaciste, notamment à ses débuts comme milice paramilitaire. Le bataillon devient alors un régiment.
Après des mois de combats lors de la bataille de Chyrokyne, le 3 juillet 2015, Andriy Biletsky déclare « L'ennemi a abandonné Chyrokyne (uk). Chyrokyne c'est l'Ukraine !!! ». Cependant, le 28 juillet 2015, les autorités militaires ukrainiennes ordonnent aux combattants des unités Donbass et Azov de se retirer du village de Chyrokyne. À la suite de cet ordre, Biletsky a déclaré que « si l'Ukraine est prête à abandonner Chyrokyne, alors nous devons être prêts pour la perte de Marioupol aussi » et de « ne pas céder au diktat des institutions internationales » en référence à la réclamation de l'Organisation pour la sécurité et la coopération en Europe (OSCE) pour démilitariser Chyrokyne.

### Opposition aux accords de Minsk
En mars 2015, la diplomatie russe diffuse des images qui montrent que le régiment Azov utilise des pièces d'artillerie lourde d'une portée de 22 km à Chyrokyne dans une zone censée être sous la surveillance de l'OSCE alors que les accords de Minsk prévoient le retrait des armes lourdes de la ligne de front. L'armée ukrainienne accuse les séparatistes prorusses d'avoir tiré sur Chyrokyne.
Le président ukrainien Volodymyr Zelensky a tenté, au tout début de son mandat, de mettre en œuvre les mesures de paix des accords de Minsk. Mais des activistes et des membres du groupe ultranationaliste Azov refusent le désengagement et critiquent l’annonce du pouvoir ukrainien.
Le 6 octobre 2019, 12 000 manifestants, en majorité des nationalistes, des vétérans de la guerre dans l'Est et des membres d'organisations paramilitaires, se sont rassemblés dans le centre de Kyïv pour cette marche, scandant notamment des slogans hostiles au chef de l'État, accusé de préparer une capitulation.

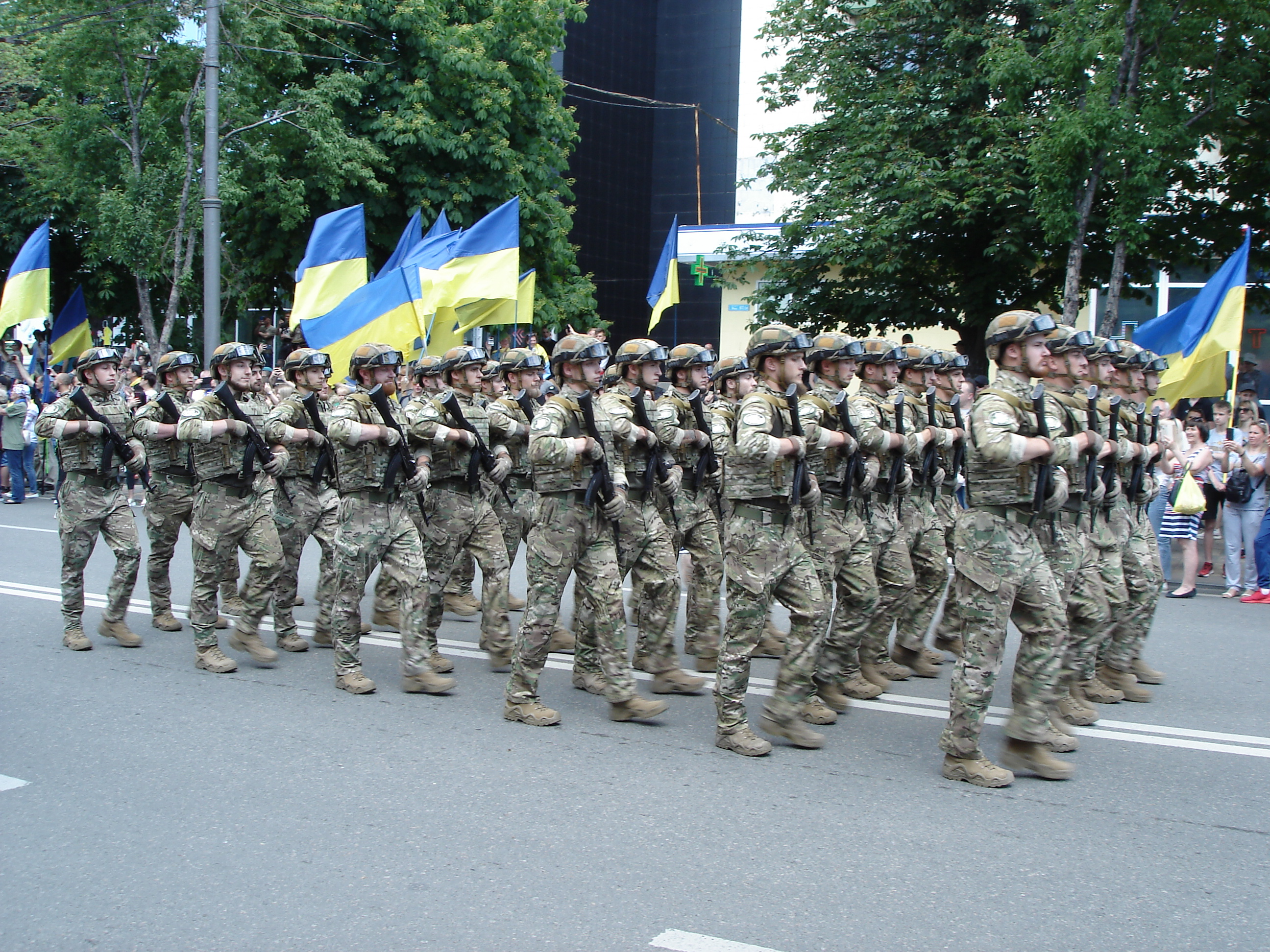
Membres du régiment paradant à Marioupol le 2021-07-13.

Le 12 mars 2020, Sergey Sivokho (uk), un conseiller du chef du Conseil national de sécurité et de défense de l’Ukraine, chargé par Zelensky de créer une plateforme nationale pour la réconciliation et l’unité, a été agressé par des membres du régiment Azov.

### Invasion de l'Ukraine par la Russie en 2022
L'unité est engagée lors de l'invasion de l'Ukraine par la Russie. Selon les sources de Proekt (en français : « Projet »), le président russe Vladimir Poutine a continué à croire que l'unité Azov était une formation nationaliste distincte de l'État ukrainien. Une erreur qui a surpris la source de Proekt. Lors de l'ouverture des négociations entre les pays belligérants, l'une des parties russes a informé Poutine de l'intégration du régiment dans la Garde nationale ukrainienne. Poutine a demandé confirmation de cette information et a été surpris de la recevoir. Avant l'invasion, alors que les forces russes se déployaient aux frontières de l'Ukraine ; le régiment Azov a participé à la formation de base aux armes des civils pour leur autodéfense ; des photographies de l'une de ces sessions de formation à Marioupol, filmée par la BBC et en présence de Richard Engel (en), journaliste américain, ont été publiées en première page de nombreux journaux étrangers (The Times, The Daily Telegraph, The Guardian, The Herald, et Metro) le 14 février,,,,,.
Le 27 février 2022, est publiée une vidéo montrant des membres du régiment Azov enrober des balles de graisse de porc, destinées aux soldats Kadyrovtsy (musulmans de Tchétchénie partie de la garde nationale russe). On entend les participants à la vidéo dire : « dans notre pays, vous n'irez pas au paradis ». La vidéo a été initialement publiée sur l'application Telegram par le fondateur du mouvement Azov, Andriy Biletsky. Cette vidéo a ensuite été rediffusée sur Twitter par le compte officiel de la garde nationale ukrainienne avec le commentaire disant, en anglais et en ukrainien : « Les combattants d'Azov de la garde nationale graissent leurs balles avec du lard contre les orques de Kadyrov ». Twitter a ajouté un message d'avertissement à la vidéo « Ce Tweet a enfreint les règles de Twitter relatives aux conduites haineuses. Cependant, Twitter a déterminé que sa disponibilité peut présenter un intérêt pour le public »,.
Ce même mois, des mercenaires de la milice russe du Groupe Wagner, connue elle-même pour ses penchants néonazis, sont engagés par la Russie lors de l'invasion de l'Ukraine, sous prétexte de devoir « dénazifier » l'Ukraine de groupes tels qu'Azov, cela alors que le président Zelensky est lui-même juif.
Selon le journaliste britannique Frank Gardner (en), la défaite et la capture des militaires du régiment Azov dans leur ville natale, Marioupol, sont importantes pour le plan d'invasion russe. En raison des associations du régiment avec l'extrême droite et des liens historiques avec les néonazis, leur capture constituerait une victoire de propagande pour la Russie. Les images des membres capturés du régiment seraient donc diffusées à la télévision d'État dans le cadre de l'effort continu visant à discréditer l'État ukrainien et l'Ukraine elle-même. La justification par les Russes de leur invasion est fondée sur le prétexte que les Forces armées de la fédération de Russie sont nécessaires pour « dénazifier » l'Ukraine. Selon le journaliste britannique Tom Bateman, bien que le régiment Azov ne soit qu'une infime fraction des forces armées ukrainiennes, l'existence du régiment a été un élément central de la guerre de l'information dans laquelle l'invasion russe est euphémisée comme une « opération militaire spéciale » visant à « démilitariser » et « dénazifier » l'Ukraine.
Le 10 mars, l'ambassade de Russie au Royaume-Uni, citant Sergueï Lavrov, a affirmé sur Twitter qu'au moment du bombardement de l'hôpital pour enfants et maternité de Marioupol le jour précédent, l'hôpital était longtemps non opérationnel et avait été occupé par le « régiment Azov néonazi ». Parce que c'est faux, Twitter a supprimé ces messages. Twitter a déclaré à BBC News que la suppression « concerne le déni d'événements violents »,,.
Selon BBC News le 2 avril, outre les dangers encourus, l'évacuation de Marioupol reste difficile car la ville est le quartier général du régiment Azov, que la Russie accuse d'être nazi. Tout accord sur les couloirs d'évacuation est donc resserré et les forces armées russes poursuivent leurs bombardements.
Début avril, la chaîne russe RT affirmait sur Facebook que le commandant adjoint du régiment Azov à Marioupol, le capitaine Sviatoslav Palamar (uk), avait tenté de fuir la ville dans un hélicoptère Mil Mi-8 le 31 mars. La chaîne a affirmé que l'hélicoptère avait été abattu par des membres de la république populaire de Donetsk et que Palamar avait été tué. Les analystes ukrainiens VoxUkraine (uk) ont réfuté ces affirmations russes, soulignant que Palamar s'était déjà adressé deux fois aux médias le 2 avril (5 Kanal et Radio NV (uk)) et qu'il avait enregistré trois messages vidéo pour le site web régimentaire depuis sa mort supposée.
Les forces russes ayant avancé à Marioupol, l'usine métallurgique Azovstal est devenue le siège du régiment Azov, de milliers de soldats ukrainiens, et la dernière zone de résistance ukrainienne à Marioupol.
Le 12 avril, le régiment rapporte sur Telegram que trois de ses soldats ont été blessés par « une substance toxique d'origine inconnue » qui, selon eux, a été déployée par un drone de combat russe. Le même jour, Eduard Basurine (ru), porte-parole militaire de la république de Donetsk, a déclaré à la télévision russe que les troupes russes devraient utiliser des produits chimiques pour « enfumer ces taupes ». Le lieutenant Ilya Samoïlenko (uk), du régiment Azov, a déclaré à ITV News que « L'ennemi a largué les cartouches avec une sorte de produit chimique en aérosol. C'était comme un nuage de brouillard ou quelque chose comme un nuage de fumée ». En vérité, et sans l'implication de l'Organisation pour l'interdiction des armes chimiques, il n'est pas certain qu'une arme chimique ou un gaz toxique ait été déployé par les Russes à Marioupol,. Le lendemain, la république de Donetsk a nié toute responsabilité dans l'attaque. Selon la vice-ministre ukrainienne de la Défense, Hanna Maliar, une munition au phosphore pourrait avoir été utilisée, mais des enquêtes étaient en cours. Le maire-adjoint de Marioupol, Sergeï Orlov, a confirmé à la BBC News que l'attaque avait bien eu lieu. Les forces russes attaquant Azovstal ont utilisé l'artillerie lourde pour détruire les bâtiments qui pourraient cacher les combattants ukrainiens. Après la destruction des bâtiments, l'offensive terrestre russe peut continuer, évitant ainsi des pertes excessives parmi ses propres unités dans les combats urbains au milieu des structures industrielles.
Le 13 avril, la télévision russe a diffusé des images censées être l'infanterie navale ukrainienne se rendant aux Russes, mais le conseiller de la présidence ukrainienne, Oleksiy Arestovytch, a déclaré que le régiment Azov avait été rejoint par l'infanterie navale qui avait auparavant été encerclée ailleurs à Marioupol,. Selon Aglaya Snetkov, de l'University College de Londres, les combattants du régiment Azov sont susceptibles d'être traités différemment des fantassins de la marine capturés. Selon Snetkov, « beaucoup seront tués et beaucoup seront obligés d'aller devant les caméras de la télévision russe pour raconter ce qu'ils ont fait » et qu'une telle défaite marquerait la fin effective du régiment Azov, une partie importante du récit russe de la lutte contre les « nazis » en Ukraine. Le Premier ministre ukrainien Denys Chmyhal a déclaré le 18 avril que les défenseurs de Marioupol ne répondraient pas à un ultimatum russe de se rendre.
Le 20 avril, deux ultimatums russes demandant à la partie ukrainienne de se rendre avaient déjà expiré et avaient été ignorés. Le régiment Azov, la 36e brigade d'infanterie navale, le Service national des gardes-frontières d'Ukraine et des policiers ukrainiens ont poursuivi la défense d'Azovstal. Le conseiller du président ukrainien Mykhaïlo Podoliak a écrit sur Twitter le jour même qu'il proposait une session spéciale de négociations entre l'Ukraine et la Russie qui se tiendrait à Marioupol même, sans conditions préalables, afin de « sauver nos gars, Azov, militaires, civils, enfants, les vivants et les blessés ».
Le 21 avril, Palamar a déclaré à BBC News que « tant que nous serons ici, Marioupol restera sous le contrôle de l'Ukraine ». Il a déclaré que des bombes bunker buster et de l'artillerie navale avaient été déployées contre les Ukrainiens. Il a lancé un appel à l'aide internationale pour l'évacuation des civils des abris anti-bombes sous l'usine. Palamar a souligné son lien personnel avec Marioupol et a déclaré que de nombreux combattants avec lui étaient venus de la Crimée. Il a dénoncé la Russie : « La Russie ne renouvelle ni ne reconstruit rien. Elle vise à détruire et à terroriser … Si nous tombons, cette horde ira plus loin et tout le monde civilisé sera en danger ». Dans une conversation télévisée le même jour, Poutine a ordonné au général Sergueï Choïgou d'abandonner les tentatives de prendre d'assaut l'Azovstal et d'assiéger strictement les aciéries. Depuis Kyïv, Maksym Jorine (uk) a déclaré à BBC News que le président russe « a admis leur possible défaite » et que les Russes « ne peuvent pas occuper l'Azovstal ». Jorine a accusé les Russes d'utiliser des armes à sous-munitions et des munitions au phosphore blanc à l'Azovstal. Il a déclaré qu'environ 1 000 combattants ukrainiens et 2 000 civils étaient restés à l'Azovstal. Jorine a affirmé que la bataille de Marioupol était comme « un test pour le monde ... Si l'humanité peut réagir, peut s'unir, afin de sauver des civils innocents ».
Le 23 avril, le régiment Azov a publié une vidéo montrant des enfants et des civils s'abritant dans les abris anti-bombes et les tunnels souterrains d'Azovstal. Certains dans la vidéo déclarent qu'ils sont dans la clandestinité depuis fin février. Selon la journaliste britannique Caroline Davies, la vidéo est une tentative de prendre le contrôle du récit de ce qui se passe à Marioupol et d'attirer l'attention du monde sur le siège de l'Azovstal. À Pâques (le 24 avril 2022), Palamar a publié sur Telegram un message vidéo indiquant que pendant que les Ukrainiens célébraient le festival, les Russes, sans tenir compte de l'occasion, « lâchaient des bombes sur la tête d'enfants innocents ».
Le 27 avril, le régiment Azov et la 36e brigade de marine restaient encerclés dans l'Azovstal, ainsi que des centaines de civils et quelque 600 blessés, dont certains nécessitaient des interventions chirurgicales lourdes. Après 62 jours d'encerclement complet, le 27 avril, le commandant de la 36e brigade d'infanterie navale a lancé un appel pour l'évacuation de son unité, du régiment Azov, et des autres unités ukrainiennes dans l'Azovstal. Serhiy Volynsky a appelé à l'évacuation sur le modèle de l'évacuation de Dunkerque. Le 28 avril, Palamar a déclaré à Reuters que l'encerclement russe ressemblait à un siège médiéval et que les forces russes avaient cessé d'avancer sur les aciéries depuis le sol. Palamar a déclaré que les Ukrainiens continueraient à défendre Azovstal, mais il a appelé à la création d'un passage sûr pour les civils de Marioupol vers le territoire sous contrôle ukrainien, demandant aussi l'évacuation des blessés et des morts ukrainiens. Palamar a appelé à l'intervention d'un autre pays (citant Israël ou la Turquie) pour assurer un passage sûr aux combattants ukrainiens pour qu'ils quittent Marioupol, affirmant que s'ils étaient faits prisonniers « ils seront tués en captivité, ils seront mutilés ». Palamar a déclaré que des Russes, des Bulgares, un Tatar de Crimée, un Grec, des Juifs, des Catholiques et d'autres ont tous combattu dans le régiment Azov à Azovstal. Il a appelé à des mesures plus strictes contre la Russie, caractérisant la bataille de Marioupol comme une défense non seulement de l'Ukraine, « mais également la Pologne, la Lituanie, la Lettonie, l'Estonie, la Moldavie et la Géorgie ».
Le 30 avril, Palamar déclare sur Telegram qu'une vingtaine de civils ont été évacués d'Azovstal et que les Ukrainiens s'emploient à libérer les non-combattants piégés dans les décombres,. Le 1er mai, Palamar a déclaré à la BBC qu'il espérait que les civils restants et les blessés pourraient être évacués, mais qu'il n'avait aucune intention de se rendre. « Nous sommes prêts à riposter et n'avons pas l'intention de nous rendre », a-t-il déclaré. Palamar a de nouveau appelé les gouvernements ukrainien et autres à « faire tout leur possible pour évacuer notre garnison de Marioupol ».
Le 2 mai, Zelensky a déclaré à la chaîne de télévision grecque ERT1 que le régiment Azov n'avait rien à voir avec la politique. Il a déclaré que ces volontaires qui étaient « assez extrêmes à propos de la Russie » avaient quitté le régiment pour se lancer dans la politique lorsque l'unité est devenue une partie de la Garde nationale. Zelensky a également déclaré que les actions de l'armée russe en Ukraine relevaient du nazisme.
Le 3 mai, Palamar a déclaré à CNN que la nourriture, l'eau et les munitions à Azovstal diminuaient, affirmant que les soldats auraient recours à la chasse aux oiseaux si nécessaire. Il a déclaré que tout Azovstal était sous contrôle ukrainien mais que les attaques des canons de l'artillerie et de chars se poursuivaient sans arrêt. Il a déclaré qu'une vingtaine d'enfants figuraient parmi la centaine de civils encore présents dans l'aciérie. Il a mis en contraste le sort probable des militaires ukrainiens en captivité russe avec le traitement de leurs propres prisonniers de guerre russes en captivité à Azovstal, qui, selon Palamar, ont été bien traités.
Le 4 mai, Vadym Boytchenko, le maire ukrainien de Marioupol, a déclaré avoir perdu le contact avec les forces ukrainiennes défendant Azovstal. David Arakhamia (uk) a déclaré à Radio Liberty que des soldats russes étaient entrés sur le territoire de l'Azovstal. Contredisant le maire, il a déclaré que les autorités ukrainiennes restaient en contact avec les défenseurs d'Azovstal. Le même jour, le commandant du régiment Azov à Marioupol, le lieutenant-colonel Denys Prokopenko, publie sur Telegram un message de vidéo depuis Azovstal, saluant « mes soldats qui font des efforts surhumains pour contenir la pression de l'ennemi » mais précisant que « la situation est extrêmement difficile » et que les combats étaient « sanglants ». Zelensky, remerciant le Comité international de la Croix-Rouge et l'Organisation des Nations unies pour leur intervention dans l'évacuation de certains des civils piégés dans le siège d'Azovstal, a appelé à l'évacuation des blessés ukrainiens lors d'un appel téléphonique à António Guterres, secrétaire général des Nations unies.
Le 5 mai 2022, Yuriy Sak (conseiller présidentiel ukrainien) a déclaré à l'émission Today (en) de la BBC Radio 4 que la défense de l'Azovstal était pour les dirigeants militaires, et politiques, ukrainiens la « priorité numéro un », mais que la situation était « extrêmement difficile ». Le même jour, les Russes lancent une offensive terrestre vers Azovstal,. Les forces armées ukrainiennes ont accusé la Russie de violer son propre cessez-le-feu unilatéral et que, bien que des dispositions aient été prises pour évacuer les quelque 200 civils piégés à l'intérieur, l'assaut russe n'avait pas faibli. Dmitri Peskov a nié avoir attaqué l'Azovstal et a affirmé que les couloirs humanitaires russes fonctionnaient,. Peskov a réitéré les ordres télévisés de Poutine le 21 avril ordonnant la cessation de l'assaut sur l'Azovstal et un siège strict à la place. Dans un message de vidéo sur Telegram le même jour, Palamar a déclaré que l'assaut russe se poursuivait pour un troisième jour et a accusé les Russes de revenir sur leurs déclarations concernant un cessez-le-feu et l'évacuation des civils : « Encore une fois, les Russes ont rompu leurs promesses de cessez-le-feu et n'ont pas permis l'évacuation des civils qui continuent de s'abriter des bombardements dans les sous-sols de l'usine » et « Notre ennemi n'observe ni normes éthiques, ni conventions, ni lois ». Dans une conversation téléphonique avec Naftali Bennett, Poutine a insisté pour que les défenseurs d'Azovstal se rendent ; les civils, a déclaré Poutine, bénéficieraient d'un passage sûr.
Le 8 mai, interviewé par Sevgil Musayeva pour Ukrayinska Pravda, le lieutenant-colonel Prokopenko a imputé l'encerclement de Marioupol à l'échec de la défense de l'isthme de Crimée et des villes de Henitchesk, Melitopol et Berdiansk, permettant aux Russes d'attaquer Marioupol depuis la Crimée ainsi que depuis l'est. Pour l'encerclement d'Azovstal depuis le 25 avril, Prokopenko imputait les actions de la 36e brigade d'infanterie navale : un bataillon s'était subitement rendu le 4 avril et le contact entre les positions du régiment Azov et celles du reste de la 36e brigade était perdu. Selon Prokopenko, la 36e brigade a alors tenté de sortir de son propre encerclement, mais ses actions n'étaient pas coordonnées et de nombreux membres du personnel ont été tués et capturés. Un bataillon du régiment d'Azov a alors cherché à échapper à son propre encerclement et à percer jusqu'à l'Azovstal. Jusque-là, a déclaré Prokopenko, une défense sur la rive droite de la rivière Kalmious aurait pu être montée beaucoup plus longtemps, mais la décision du commandant du 36e brigade d'abandonner les aciéries d'Illitch avait provoqué l'encerclement d'Azovstal, sur la rive gauche. Depuis un bunker sous Azovstal, deux officiers d'Azov ont fait une conférence de presse sur Internet qualifiée de « remarquable » par BBC News. Le capitaine Palamar d'abord, puis le lieutenant Samoïlenko parlèrent longuement. Palamar parle d'une « multitude de blessés » à l'Azovstal, tant civils que militaires. S'exprimant principalement en anglais, Samoïlenko a rejeté la possibilité d'une réddition ou d'une évacuation des militaires sans leurs armes, ils refusaient de remettre une telle victoire à l'ennemi et reconnaissant la probabilité de leur mort. Samoïlenko a également reproché au gouvernement ukrainien d'avoir négligé la défense de Marioupol depuis le début de la guerre huit ans auparavant, et d'avoir laissé 25 000 personnes être « assassinées par l'armée russe » à Marioupol,. La Russie ne permettrait pas aux soldats de vivre, dit-il, parce qu'ils étaient témoins de crimes russes, et leur reddition serait un « cadeau » pour les Russes. Samoïlenko a reproché aux politiciens ukrainiens d'avoir laissé le sud de l'Ukraine passer sous le contrôle des Russes.

## Organisation

### Effectifs
Le bataillon d'Azov était composé d'environ 800 volontaires fin 2014, mais vit ses effectifs rapidement augmenter en raison de sa popularité croissante durant l'année 2015, puis l'année suivante, portant le nombre de combattants potentiels à plus de 4 000 à la fin de 2016. Il est estimé en 2022 à entre 3 500 et 5 000 hommes sur un total de 200 000 à 500 000 soldats de l'armée ukrainienne.

#### Commandement
Le premier commandant du bataillon Azov (jusqu'en octobre 2014) est Andriy Biletsky, dirigeant des organisations d’extrême droite Assemblée sociale-nationale et Patriotes d'Ukraine. Ihor Mikhaïlenko (uk) lui succède jusqu'en août 2016 puis Maksym Jorine (uk) commande l'unité jusqu'en septembre 2017. De septembre 2017 à mai 2022 Denys Prokopenko était à la tête du régiment jusqu'à sa capture à la fin de la bataille de Marioupol. En juin 2022, Mykyta Nadtochiy est devenu commandant intérimaire jusqu'au retour en juillet 2023 de Prokopenko à la tête de la brigade.

#### Volontaires ukrainiens
Iaroslav Gontchar affirme que le noyau des hommes est issu des services d'ordre et de manifestants de l'Euromaïdan depuis le 21 novembre 2013.
Le commandant du bataillon déclare à la presse que ce bataillon « est formé de patriotes ukrainiens ayant déjà une expérience du combat de guerre. » Jusqu'au 18 mai 2014, le bataillon n'a guère que 70 combattants au maximum, lorsqu'arrive à cette date un deuxième groupe d'environ cinquante hommes de 20 à 46 ans, venant de différentes régions d'Ukraine. Certains viennent du mouvement Bratsvo (« Fraternité »), mouvement de Dmitro Kortchinsky (uk), un grand nombre d'autres des Patriotes d'Ukraine, un groupuscule extrémiste qui appelle à une croisade chrétienne contre les juifs et les autres minorités qu'ils considèrent comme des « sous-hommes ». Et des combattants venus de l'Assemblée sociale-nationale dont Oleh Odnorozhenko (uk), son chef idéologique. En septembre 2014, un combattant du bataillon Azov déclare même que « Poutine n'est même pas un Russe. Poutine est un Juif. »
Le 3 juin 2014, le bataillon intègre une quarantaine de volontaires entre 20 et 30 ans et son effectif atteint déjà 250 combattants. Ils viennent de toute l'Ukraine. Un noyau dur vient des ultras du Dynamo Kiev,, ceux-là mêmes qui ont agité un drapeau nazi pendant le match Angleterre - Ukraine au Donbass Arena lors de l'Euro 2012.
Le 5 septembre 2014, le journaliste polonais Wojciech Bojanowski (pl) révèle sur Twitter que la porte-parole du parti d'extrême droite UNA-UNSO Tetiana Tchornovol combat au sein du bataillon Azov à Marioupol.
En octobre 2014, un volontaire nommé Stepan Bayda déclare : « L'État ukrainien doit être indépendant et probablement non démocratique, ou du moins, ce n’est pas la démocratie existante qui doit perdurer : elle est synonyme d’irresponsabilité et de totale injustice. »
En mars 2015, dans un article du journal USA Today, un sergent du régiment Azov, dénommé Alex, reconnaît qu'il est « nazi » et que pas moins de 50 % de ses compagnons d'armes le sont. En revanche, Andriy Dyachenko, porte-parole de l'unité, avance que pas plus de 10 à 20 % des volontaires font état de convictions nazies et que le dénommé Alex n'est pas autorisé à s'exprimer pour le groupe.
En juillet 2015, peu de temps après la fusillade à Moukatchevo, où des membres du Secteur droit ont attaqué des civils faisant trois morts et treize blessés, 40 partisans du Secteur droit ont rejoint les rangs du régiment Azov.

##### Soldats juifs au sein du régiment
Malgré les accusations selon lesquelles le groupe serait antisémite, certains membres de la communauté juive d'Ukraine soutiennent et servent dans le bataillon Azov. L'un de ses membres les plus éminents est Nathan Khazin (uk), chef des « sotnia juives » lors des manifestations d'Euromaïdan en 2013-2014 à Kiev,.
Dans un article du Times of Israel du 12 mars 2022, plusieurs soldats de confessions juive dénigrent les accusations d'antisémitisme contre le régiment Azov. Un de ces soldats, Konstantyn Batozsky, ukrainien juif de l'Est de l'Ukraine qui a travaillé de près avec le régiment entre 2014 et 2015 dit : « [...] c’est clair que j’ai eu un choc en voyant des tatouages de croix gammées sur ces types. Mais j’ai parlé avec eux en permanence du fait que j’étais Juif et des Juifs en général et ils ne m’ont jamais rien dit de négatif. Ils n’avaient aucune idéologie antisémite. » « Je ne suis pas pratiquant et pourtant, tout le monde sait que je suis Juif – il faut dire que j’en ai les traits ! Et je n’ai jamais été victime d’antisémitisme de la part des Ukrainiens. » « Les militaires avec lesquels je travaille maintenant n’ont réellement rien à faire du fait que je sois Juif. »
Daniel Kovzhun, Ukrainien juif qui a travaillé pour les groupes paramilitaires, raconte : « Il y avait des Juifs orthodoxes dans le régiment Azov. Je le sais parce que j’y étais, sur la ligne de front. Tout le monde se fichait de savoir qui était Juif, tout ce qui nous intéressait était de garder notre pays unifié. »

### Influence internationale

#### Volontaires étrangers
L'unité Azov est perçue avant son intégration dans la garde nationale ukrainienne comme un eldorado pour les suprémacistes blancs, antisémites et militants d'extrême droite occidentaux. Elle attire des membres d'organisations néonazies américaines, européennes (suisses,, suédoises, italiennes, britanniques, françaises,,, croates et slovaques,), canadiennes, biélorusses,,, géorgiennes,.
BuzzFeed rapporte en octobre 2020 que deux membres américains de la Division Atomwaffen, une organisation terroriste néonazie, ont été expulsés par l'Etat ukrainien alors qu'ils cherchaient à rejoindre le régiment Azov pour créer une cellule de leur organisation et acquérir de l'expérience du combat,,.

#### Relation avec des groupes d'extrême droite étrangers
Vice cite en 2021 Jason Blazakis, chargé de recherches au Centre Soufan, qui souligne que l'organisation a « prouvé qu'elle n'est pas à sous estimer» et fait désormais l’objet d’une espèce de culte parmi les partisans de l’extrême droite au niveau international, entretenant activement ce rayonnement dans les milieux d'extrême droite du monde entier, par exemple via l'organisation de festivals ou de tournois de MMA néonazis. Dans ce cadre, Azov tisse notamment des liens avec les suprémacistes blancs américains du Rise Above Movement dont le dirigeant vient participer à des tournois de MMA d'Azov en 2018 et lance un podcast avec un cadre de l'organisation.
Les Zouaves de Paris, organisation française d'extrême droite violente, affichaient régulièrement leur admiration pour le régiment Azov,. Leur chef, Marc de Cacqueray-Valmenier, qui se réclame du fascisme , s'est rendu dans les camps d'entrainement du régiment en décembre 2019,.

### Financement
Le financement initial est assuré par le milliardaire ukraino-chyprio-israélien Ihor Kolomoïsky. Azov reçut aussi des fonds d'un autre milliardaire, Serhiy Tarouta.
Dès septembre 2014, date à laquelle le bataillon Azov intègre la garde nationale ukrainienne, le financement et l'armement sont assurés par le ministère de l'intérieur ukrainien et les combattants touchent une solde de 6 000 hryvnia (316 $).

### Entraînement

#### Entraînement occidental
Le 29 mars 2015, le ministre de l'Intérieur de l'Ukraine, Arsen Avakov déclare dans un post Facebook que les États-Unis vont envoyer à partir du 20 avril 2015, 290 parachutistes en Ukraine entraîner des unités comme le régiment Azov. Le gouvernement canadien, qui enverra des troupes pour entraîner l'armée ukrainienne, refuse de former le régiment Azov à cause de ses sympathies néonazies. Jason Kenney, ministre de la Défense, précise que le Canada ne doit « pas permettre qu'un petit nombre de pommes pourries dans un régiment définisse la nouvelle Ukraine ».
Cependant, le 12 juin 2015, le Congrès américain vote un amendement qui interdit toute formation militaire et financement pour le régiment Azov. Selon les élus américains, le régiment Azov est considéré comme une « troisième force » dans la guerre du Donbass, non soumis à l'autorité du président Petro Porochenko et ignorant les accords de Minsk II. À la suite de ce vote, le représentant démocrate John Conyers déclare qu'il est satisfait que « nos militaires ne formeront pas cet odieux et méprisable régiment nazi ».
Selon l'attachée de presse de l'ambassade des États-Unis en Ukraine, Yaryna Ferencevych, le département d'État des États-Unis n'avait connaissance d'aucun néonazi recevant une formation militaire de la 173e brigade aéroportée américaine. Selon l'attaché de presse de cette brigade, engagée dans l'entraînement des combattants ukrainiens à Lviv, aucun membre du régiment Azov ou du Secteur droit ne recevait d'entraînement américain en raison de la loi Leahy. Ce processus est conçu pour éliminer les combattants connus pour leurs violations des droits de l'homme, et non pour éliminer les partisans d'idéologies. Selon Mykola Balan, chef par intérim de la Garde nationale, le régiment Azov n'a reçu aucune formation américaine et qu'il était en première ligne. Biletsky a nié que le batlion ait reçu une formation américaine, tout comme le Office of Defense Cooperation (en) de l'ambassade américaine à Kiev. Selon The Daily Beast en juillet 2015, aucun responsable américain ne semblait savoir exactement comment les dispositions de la loi Leahy étaient mises en œuvre.
En 2016, à la suite de pressions du Pentagone, l'amendement Conyers-Yoho qui bannissait le financement de groupes néonazis a été annulé.

#### Embrigadement de la jeunesse
Le régiment Azov sous la tutelle de son corps civil a mis en place depuis l'été 2015, un camp d'été dans les environs de Kiev qui accueille les Azovets, c'est-à-dire les enfants et adolescents à partir de 6 ans dont les parents sont des miliciens d'Azov afin d'apprendre le maniement des armes de guerre et les techniques de combat et aussi acquérir des compétences d'auto-défense et de survie, sur fond de chants patriotiques et de simulation de combats. Les camps d’été sont fréquents en Ukraine, mais celui-ci a la particularité d’être « bien plus extrême ».

#### Entraînement des civils
Pendant l'invasion russe de l'Ukraine en 2022 des civils ukrainiens, dont des personnes âgées, suivent des formations militaires, certaines organisées par le régiment Azov.

### Exactions

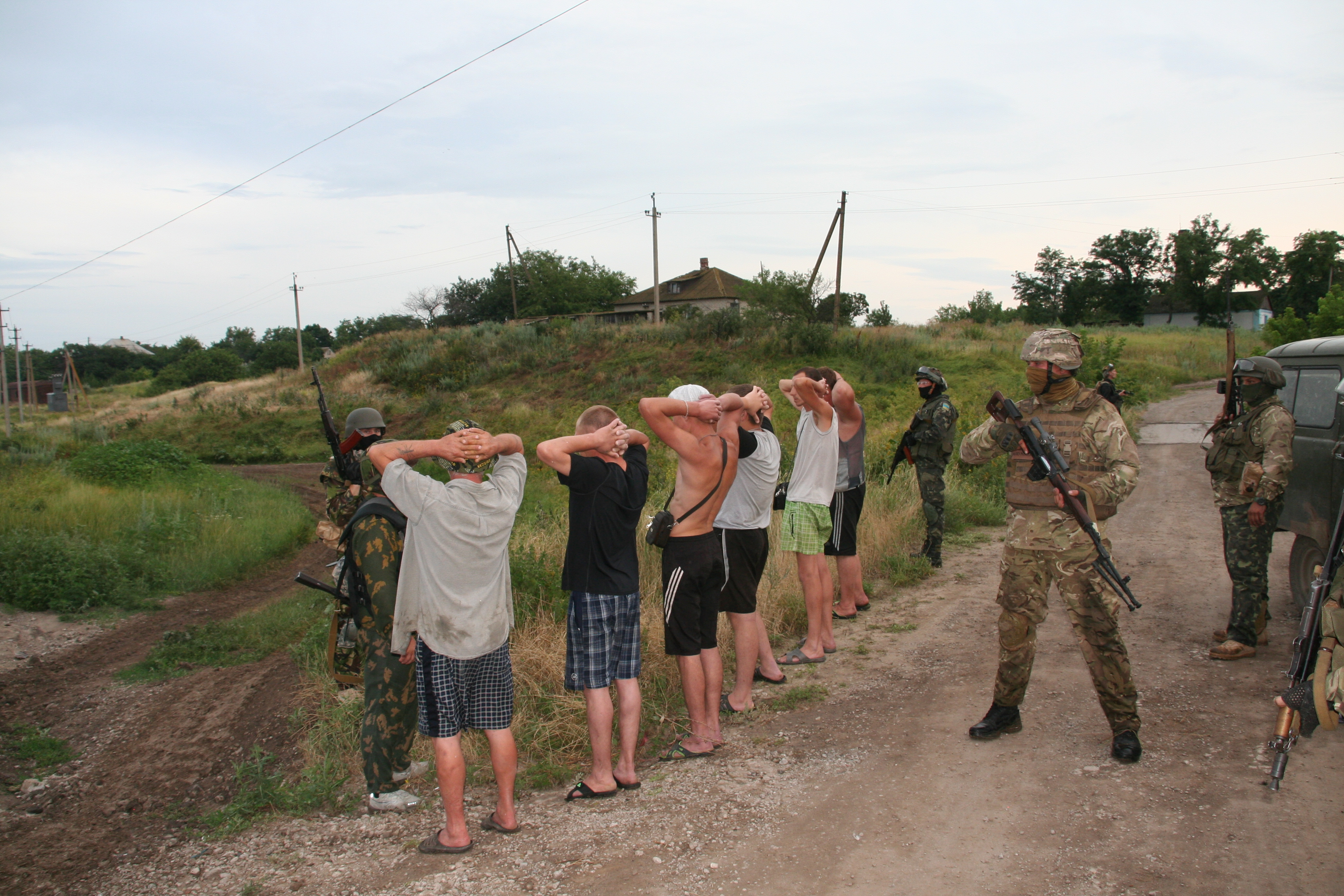
Des habitants du Donbass détenus pour interrogatoire le 2014-07-05.

Lors de la guerre du Donbass de 2014, le bataillon est accusé par les séparatistes prorusses, par d'autres groupes ukrainiens,, par des ONG et des experts occidentaux de plusieurs cas de violations des droits de l'homme, dont des détentions arbitraires, exécutions sommaires et tortures.
Le 8 septembre 2014, lors d’une rencontre avec le Premier ministre Arseni Iatseniouk, le secrétaire général d'Amnesty International Salil Shetty exhorte le gouvernement ukrainien à mettre fin aux atteintes aux droits de l’homme et aux crimes de guerre commis par les bataillons d’engagés volontaires agissant aux côtés des forces armées ukrainiennes régulières.
Le 14 octobre 2014, les bataillons Azov et Aidar, accompagnés par 4 000 personnes qui célébraient le 72e anniversaire de la création de l'UPA ont tenté de prendre le Parlement ukrainien.
Le 28 septembre 2014, par ordre du gouverneur de Kharkiv, l'oligarque Ihor Balouta (en), des miliciens du bataillon Azov avec l'aide d'autres extrémistes ont abattu la plus grande statue de Lénine qui a été recouverte de symboles nationalistes et néonazis dont le wolfsangel du bataillon Azov. Le ministre de l'Intérieur, Arsen Avakov, minimise les faits en déclarant : « Lénine ? Laissez tomber. Tant que personne n'est blessé. Tant que cette raclure d'idole communiste n'ajoute pas encore au bilan des victimes » en refermant l'enquête pour vandalisme.
Le 1er janvier 2015, à l'appel du Secteur droit, de Svoboda et du régiment Azov, une marche a été organisée pour une manifestation commémorant la naissance de Stepan Bandera (1909-1959), idéologue nationaliste ukrainien et un des dirigeants de l'Armée insurrectionnelle ukrainienne (UPA) pendant la Seconde Guerre mondiale. Les manifestants, dont le régiment Azov, ont marché jusqu'à la place Maïdan en scandant « Gloire à l'Ukraine ! Gloire aux héros ! Gloire à la Nation ! Mort aux ennemis ! La Russie est la prison des peuples ».
En 2016, rapport de l'ONU rapporte des actes de violations des droits de l’homme,, dont des détentions arbitraires et des actes de torture, commises par les forces armées ukrainiennes et par des forces paramilitaires attachées auprès du ministère de l'Intérieur comme le régiment Azov,.
En 2016, un rapport du Haut Commissariat des Nations unies aux droits de l'homme a accusé le régiment de viols et d'actes de torture. « Un homme handicapé mental a fait l'objet de traitements cruels, de viols et d'autres formes de violences sexuelles par huit à dix membres des régiments Azov et Donbass en août-septembre 2014 »
En 2018, l'Office français de protection des réfugiés et apatrides (Ofpra), publie un rapport sur le conflit de 2014 dénonçant des actes de torture (comme des privations de nourriture, usages de chocs électriques...) dont des membres du régiment Azov se seraient rendus coupables.
Les milices vigilantistes appelées « Droujini » ou « Milice National » (Національні дружини (uk)) , unité pour maintenir l’ordre dans les rues du pays, peuvent agir dans la plus parfaite illégalité et n'hésitent pas à mener des actions coup de poing contre des dealers, des promoteurs immobiliers ou des militants LGBT.

#### Antisémitisme
Les membres d'Azov promeuvent des personnalités nazies virulemment antisémites. Ils font des saluts hitlériens et chantent « Sieg Heil » à huis clos. Les membres pensent même que certains Juifs ne seraient pas autorisés à rester en Ukraine s'ils prenaient le pouvoir.
Pour l'historien, Lviv Iaroslav Hrytsak, les nationalistes ukrainiens « ont pour ennemi principal la Russie (et plus ou presque pas la Pologne) » et « essayent d'être politiquement corrects quand ils parlent des Juifs. Ils savent que l'Europe moderne ne peut pas accepter l'antisémitisme, ce qui n'exclut pas que, de temps en temps, ils se permettent certaines déclarations antisémites ». Pour lui, le nationalisme ukrainien des années 1930-40 est « plus proche du fascisme italien que du nazisme allemand ».
En 2018, une pétition réunit près de 40 militants israéliens pour les droits de l'Homme pour réclamer la fin des ventes d'armes à l'Ukraine. Les signataires affirment que le gouvernement d'Israël vend des armes automatiques militaires Tavor et Negev, en raison du fait qu'elles sont susceptibles de tomber aux mains de la milice Azov.
Le 15 octobre 2020, lors d'une marche honorant les collaborateurs nazis de la Seconde Guerre mondiale, où les miliciens d'Azov défilent avec d'autres nationalistes, une banderole antisémite dénonçant « l’occupation et le vol » du pays par un « clan juif », visant le président juif de l’Ukraine, Volodymyr Zelensky, est apparue.

#### Homophobie
En janvier 2018, le régiment Azov déploie une unité de patrouille, rue National Druzhyna à Kiev qui attaque des membres de la communauté LGBTQ.
Olena Chevtchenko, une militante de la communauté lesbienne, gay, bisexuelle et transgenre (LGBT), a écrit sur Facebook que la police n'avait « rien » fait pour empêcher le groupe de membres du régiment de droite Azov et Secteur droit de perturber un événement cinématographique LGBT du 18 octobre 2016 à la ville de Tchernivtsi. Deux personnes ont été légèrement blessées lors de cette attaque.
Éric Aunoble, chargé de cours à l'université de Genève, spécialiste de l'Ukraine soviétique déclare que « la gay pride de la capitale fait régulièrement les frais de la violence de ces ultranationalistes. Cela se termine à l'hôpital ».

#### Antitziganisme
Les membres d'Azov appellent les Roms la « racaille tzigane ».
En janvier 2018, le régiment Azov déploie une unité de patrouille, rue National Druzhyna à Kiev qui mène des pogroms contre la communauté rom.
Début 2018, un groupuscule lié à Azov appelé Lemberg Jugend (« Jeunesse de Lemberg »), une référence au nom de Lviv lorsqu'elle faisait partie de l'empire autrichien et un nom qui rappelle la Hitlerjugend, la Jeunesse hitlérienne, ont attaqué des camps de Roms situés près de Kiev et dans l'ouest du pays, tuant un homme de 24 ans et blessant plusieurs personnes dont un enfant.
En juin 2018, une partie du groupe se filme en train de démolir à la hache un camp de Roms, situé sur les hauteurs de Kiev sous les yeux indifférents des autorités. Cette opération n'est pas inédite puisque c'est « la quatrième attaque de ce type en moins de deux mois ».
Les services secrets ukrainiens (SBU) suspectent que la Russie pourrait être derrière l'attaque et l'accusent d'exacerber constamment les tensions inter-ethniques en Ukraine.

## Idéologie
D'après Foreign Policy en 2019, le régiment Azov est influencé par la pensée de la Nouvelle Droite, notamment de Dominique Venner, visant « la prise du pouvoir culturel [comme] condition préalable à la prise du pouvoir politique ». Ainsi, la secrétaire internationale du mouvement Azov Olena Semenyaka assume ouvertement cette influence et déclare que les initiatives menées par Azov ont un but métapolitique visant à banaliser leurs idées au sein de la société ukrainienne. Foreign Policy note toutefois qu'en contradiction avec la stratégie de normalisation des idées d'extrême droite promue par Venner, Azov entretient des liens internationaux avec des acteurs de l'extrême droite violente, tels que le Rise Above Movement américain, le Bastion social français, ou Hendrik Möbus, meurtrier et fondateur du groupe de black metal néonazi allemand Absurd. En 2015, lors de l'anniversaire de la mort de Venner, des représentants d'Azov déposent des fleurs et allument une bougie en son honneur devant l'ambassade de France en Ukraine.
Fin 2021 et début 2022, pendant la préparation et le début de l'invasion de l'Ukraine par la Russie, l'idéologie, supposée ou avérée, du régiment ou de ses membres est l'objet d'intenses discussions et occupe un rôle central dans les efforts de désinformation et propagande ; le Kremlin qualifie ainsi régulièrement les combattants d'Azov de nazis afin de nourrir le narratif de Vladimir Poutine prétextant une supposée nécessité de « dénazifier » le pays,,,,.

### Néonazisme
Le bataillon Azov est décrit initialement comme une milice d'extrême droite, liée à l'idéologie néonazie,, et d'être lié à l'idéologie suprémaciste blanche. Des membres portent des symboles nazis ou SS et expriment des points de vue néonazis,. Le groupe reprend comme insignes la Wolfsangel,,,, et le Soleil noir,,.
Des soldats du bataillon ont été vus portant des symboles nazis sur leur uniforme. En septembre 2014, la chaîne de télévision allemande ZDF diffuse des images de combattants Azov munis de masques arborant la croix gammée et « les runes SS de l'infâme corps d'élite en uniforme noir de Hitler ».
En novembre 2014, le grand-rabbin de l'Ukraine, Yaakov Bleich, condamne le fait qu'Avakov ait nommé le commandant adjoint du régiment Azov, Vadim Troyan, chef de la police de l'oblast de Kiev, qualifiant celui-ci de personne « à la réputation douteuse et à l'idéologie entachée de fascisme et d'extrémisme de droite ».
En 2014, une photographie qui montre un groupe d’hommes en treillis arborant le drapeau nazi avec ceux de l’Otan et d’Azov, apparaît sur Internet. Une analyse de cette photo a permis de déterminer qu'il s'agit d'une photo retouchée pour y ajouter le drapeau nazi,. Une autre photo datant d'au moins de 2015 montre un jeune portant un vêtu d’un tee-shirt avec le logo d’Azov parmi un groupe d'hommes torses-nus autour d’un portrait d’Hitler. En 2015, le correspondant de guerre polonais Marcin Ogdowski arrive à pénétrer l'une des bases du régiment, située dans l'ancien complexe de tourisme Majak. Des soldats lui montrent leurs tatouages et emblèmes d'uniforme nazis.
Dans The Guardian, Shaun Walker écrit que « bon nombre de membres [du régiment] entretiennent des liens avec des groupes néonazis, et même ceux qui ont tourné en dérision l'idée d'être néonazis n'ont pas donné les démentis les plus convaincants ». Il cite des tatouages représentant la croix gammée et l'un des soldats se présentant comme « national socialiste ». Selon The Daily Beast, le groupe compte parmi ses membres des « néonazis, suprémacistes blancs et antisémites revendiqués », et « les nombreux tatouages de croix gammées de différents membres, ainsi que leur tendance à se rendre au combat avec des croix gammées ou insignes SS dessinés sur leurs casques, rendent difficile pour les autres membres du groupe de se dédire de façon crédible d'une quelconque affiliation néonazie ».
En 2019, Lev Golinkin écrit dans The Nation que « l'Ukraine post-Euromaïdan est la seule nation au monde à comporter une formation néonazie dans ses forces armées »,. Michael Colborne de Foreign Policy qualifie le régiment de « dangereux mouvement extrémiste néonazi-friendly » avec « des ambitions mondiales ». Il relève des proximités idéologiques et symboliques avec l'auteur des attentats de Christchurch ayant ciblé une mosquée en 2019, et note que le régiment a courtisé des extrémistes de droite américains à des fins de recrutement.
Un porte-parole de l'unité a déclaré que « seulement 10 à 20 % » des recrues étaient néonazies. Un commandant relègue cette idéologie à des jeunes égarés.
Le politologue britannique Richard Sakwa écrit que le fondateur du régiment Azov Andriy Biletsky, par ailleurs leader de l'Assemblée sociale-nationale, a notamment évoqué une « mission historique » visant à guider les « races blanches du monde dans une dernière croisade pour leur survie […] une croisade contre les Untermensch menés par les Sémites ». Il relie cette idéologie au nationalisme intégral des années 1920 et 1930. Le politologue Ivan Katchanovski compare quant à lui l'idéologie du groupe à celle des Patriotes d'Ukraine, déclarant « la SNA/PU défend une idéologie néonazie ainsi que l'ultranationalisme et le racisme. Cela s'applique également […] aux membres du bataillon Azov et à de nombreux ultras de football et aux autres qui servent cette formation ».
En juin 2015, le ministre de la Défense nationale du Canada déclare que les forces armées canadiennes n'offriraient aucun entraînement ni soutien au régiment Azov. En 2018, la Chambre des représentants des États-Unis adopte à son tour des amendements interdisant la formation de membres du régiment par des militaires américains, justifiés par les connexions néonazies du groupe. Des amendements similaires avaient déjà été adoptés entre 2014 et 2017 mais ils avaient été discrètement retirés à cause de pressions du Pentagone,. Ces retraits avaient suscité des protestations. Le centre Simon-Wiesenthal avait notamment déclaré que la levée de l'interdiction alimentait le danger de négation de la Shoah en Ukraine.
Facebook a d’abord désigné le régiment Azov comme une « organisation dangereuse », avant de le bannir de ses plateformes en 2019 et de le mettre sur sa liste noire, aux côtés du Ku Klux Klan et de Daech. Mais depuis le 24 février, le jour où la Russie a lancé son invasion, Facebook est revenu sur son interdiction, affirmant qu’il autoriserait temporairement les éloges d’Azov, mais seulement si ces éloges sont dans le cadre de l'invasion de l'Ukraine par la Russie.
Le centre de lutte contre le terrorisme de West Point qualifie en 2021 l'organisation de «néofasciste» dans un article mentionnant l'arrestation d'un néonazi américain qui correspondait avec Azov.
En février 2022, lors de l'offensive russe en Ukraine, les discussions sur des canaux où participent aussi bien des membres d'Azov que des militants d'extrême droite étrangers donnent lieu parfois à des propos ouvertement nazis comme la reprise des slogans « Heil Hitler » et « Sieg Heil ». D'anciennes images réapparaissent à cette occasion sur les réseaux sociaux. Toujours lors de l'offensive russe, le fondateur du régiment diffuse une vidéo montrant des membres enduisant leurs balles de graisse de porc à destination des soldats tchétchènes musulmans de l'armée russe.
Selon l’historien Viatcheslav Likhatchev, les membres du régiment sont presque systématiquement étiquetés bien que sa composition soit « plus hétéroclite qu’il n’y paraît » : le régiment, dont le noyau est composé de personnes aux idées d'extrême-droite radicale, a « été créé en partie par des personnes ayant un passé néonazi, en partie issu des hooligans de football. Bien qu’au printemps et à l’été 2014, la plupart des recrues soient allées à Azov attirées par sa bonne image d’unité de combat, les personnes ayant des opinions radicales de droite constituaient une masse critique dans Azov, le noyau disons. Les nouvelles recrues étaient endoctrinées ».
Selon Adrien Nonjon, chercheur à l'université George-Washington et à l’Inalco spécialiste de l’Ukraine, le régiment Azov connaît une forme de dépolitisation depuis son intégration à la garde nationale par le ministère de l’Intérieur ukrainien : « leurs rangs ont grossi avec des Ukrainiens dépolitisés simplement admiratifs de leurs réussites au combat. Andreï Biletsky lui-même, après avoir quitté le commandement d’Azov pour la présidence du parti politique d’extrême droite Corps national, a beaucoup lissé son discours. Il nie les mots très durs qu’il a tenus dans sa jeunesse lorsqu’il parlait de croisade contre les sémites ». Il souligne notamment la présence, outre les néonazis, « de monarchistes, d'orthodoxes, de païens et d'écofascistes».
Le groupe Azov a été — sous le titre Football, Fascists and The Frontline (Le football, les fascistes et la ligne de front) — l'un des sujets traités par le comédien de 26 ans Jamali Maddix (en) dans sa série de documentaires Hate Thy Neighbor (en) (Déteste ton prochain), dans laquelle il interviewe des extrémistes du monde entier pour comprendre leur mode de pensée, entre images de terrain mélangées à des extraits de son spectacle de stand-up. Azov est décrit comme « un groupe de militants d'extrême droite qui a gagné en légitimité malgré ses racines néonazies. »
Eric Aunoble affirme en 2022 que « Le fond idéologique de ce régiment relève clairement du néonazisme ».

### Création d'un parti politique
Le 14 octobre 2016, sous l'égide d'Andriy Biletsky, trois cents membres du régiment et du corps civil créent à Kiev un nouveau parti d'extrême droite appelé Corps national dont l'ambition affichée est de « prendre le pouvoir par les urnes lors des prochaines élections présidentielle et législatives et de reconquérir les territoires occupés par les séparatistes prorusses dans l'est du pays ». Bien qu'un temps déclaré candidat, Biletsky renoncera finalement se présenter à l'élection présidentielle ukrainienne de 2019.
Le parti politique d'Azov est en opposition avec le pouvoir ukrainien en place.
En 2014, un combattant d'Azov déclare : « Nous combattons Poutine, mais nous ne soutenons certainement pas Porochenko, le président de l'Ukraine. ».
La nature des rapports encore entretenus par le régiment avec ce parti politique en 2022 est sujette à controverse. S'il n'existe selon Adrien Nonjon plus que des liens informels entre les deux organisations, Oleksiy Kuzmenko, journaliste spécialiste de l’extrême droite ukrainienne, met en avant plusieurs éléments qui suggèrent la persistance d'une relation. Il souligne notamment l'existence d'un centre de recrutement dans les locaux du parti, le fait que les actuels dirigeants d'Azov aient servi sous Biletsky ou encore le fait que Biletsky lui-même comme l'aile jeunesse du Corps national soient accueillis en visite au sein du régiment.

### Emblèmes
L'emblème de la brigade Azov reprend les couleurs bleue et jaune de l'Ukraine, ainsi que le trident (ou faucon stylisé) du blason de l'Ukraine. La bande bleue en bas symbolise la mer d'Azov qui se situe entre le territoire ukrainien et le territoire russe et la bande jaune en haut le ciel ensoleillé.

Symbole de la 2e division SS Das Reich.

Avant la recomposition de l'unité en février 2023, le bataillon et le régiment Azov reprenaient un certain nombre d'autres symboles d'inspiration néonazie :

#### Crampon (Wolfsangel)
Un crampon, ancien logo du parti néonazi Svoboda jusqu'en 2003 puis par la suite : du groupe paramilitaire ultranationaliste Patriotes d'Ukraine après sa rupture avec le parti, ainsi que de l'assemblée sociale-nationale (la majeure partie de la première génération de combattants d'Azov, ainsi que son commandement proviennent de ces deux entités)[réf. nécessaire]. La charge héraldique médiévale a plus tard été reprise par le 3e Reich, en particulier par plusieurs unités SS au cours de la Seconde Guerre mondiale, notamment la 2e division SS Das Reich, réputée tout autant pour ses faits d'armes que pour ses nombreuses exactions commises durant le conflit. Pour cette raison, elle est interdite en Allemagne avec ce contexte idéologique. 

Ancien symbole du bataillon Azov utilisé avant septembre 2014 sur lequel figure un symbole représentant l' « Idée de Nation » ukrainienne et un soleil noir en arrière plan.

Des membres de l'unité Azov affirment que la Wolfsangel inversée, plutôt qu'un symbole du nazisme, représente les mots de l'expression « nation unie », ou « idée nationale », en ukrainien Ідея Нації (Ideya Natsii),. Un combattant qui se présente comme étant non néonazi est surpris d'apprendre que le symbole de Azov serait celui de la 2e division SS Das Reich.

#### Soleil noir
En fond de plusieurs écussions d'Azov, on pouvait appercevoir un soleil noir de couleur inversée, également employé comme symbole par les Nazis. Le soleil noir apparaissait sur les écussons du bataillon Azov avant que celui-ci soit intégré à la garde nationale ukrainienne mais on pouvait continuer à le retrouver entre 2014 et 2022 sur les écusson de la 2ème compagnie du 2ème bataillon, sur celui de la division artillerie et de la compagnie génie militaire et sapeurs.

#### Autres symboles nazis
En septembre 2014, une équipe de la télévision norvégienne de la chaîne TV2 a filmé, pendant un reportage sur l'unité, des miliciens du bataillon Azov portant des casques frappés du symbole SS et de la croix gammée.
Un faisceau fasciste peut également être distingué entre les cros du loup sur l'écussion de la 1ère compagnie "Century". 

#### Disparition de l'iconographie néonazie
Le nombre décroissant de membres affiliés à l'ultra-droite ainsi que l'arrivée de nouvelles recrues en masse au sein d'Azov après le début de la guerre, permet au ministère de l'intérieur ukrainien de faire le tri notamment dans la symbolique néonazie associée à la brigade. En mai 2022, le bataillon abandonne le symbole évoquant la division Das Reich, remplacé sur l'insigne par le trident doré ukrainien, car sa connotation néo-nazie a été instrumentalisée par la propagande russe pour lier la brigade, et l'ensemble de l'Ukraine au néonazisme. Plus généralement, on constate que l'iconographie néonazie n'est plus présente sur les différents écussons et symboles de la brigade.

## Structure

### Ordre de bataille du batallion Azov (de mai à septembre 2014)
- Bataillon Azov
  -  1re compagnie "Century"
    -  Section "Borodan Division"

  -  2e compagnie "Iron"
  -  3e compagnie
  -  4e compagnie "Spartan"
  -  Section d'éclaireurs-saboteurs "Mors Venit Velociter"
    -  Unité croate "Sinovi smrti"

  - Section troupes de choc-assault

### Ordre de bataille du régiment Azov (de septembre 2014 à 2022)
- Régiment Azov
  - 1re bataillon
    -  1re compagnie
    -  2e compagnie
    -  3e compagnie
    -  Batterie de mortier

  - 2e bataillon
    -  1re compagnie
    -  2e compagnie
    -  3e compagnie
    -  Batterie de mortier

  -  Group de sabotage et d'assault « Bears».
  -  Bataillon blindé « Kholodnyi Yar»
  -  Bataillon d'artillerie
  - Compagnie d'artillerie anti-aérienne
  -  Compagnie de génie et sapeurs
  - Commandant de compagnie
  -  Service de recrutement

### Ordre de bataille de la brigade Azov (depuis février 2023)
- Brigade Azov
  -  Quartier général de brigade
  -  1er bataillon des forces spéciales
    -  Groupe Lance
    -  Équipe Novices
    -  1re compagnie des forces spéciales
      -  1re section
      - 2e section
      -  3e section
      - Section mortier

    -  2e compagnie des forces spéciales
      -  1re section "Scuto"
      - 2e section
      - 3e section

    -  3e compagnie des forces spéciales
      -  1re section
      - 2e section
      -  3e section

    - Section de reconnaissance
    - Section de génie militaire
    -  Batterie de mortier
    -  Section médicale

  -  2e bataillon des forces spéciales
    -  1re compagnie des forces spéciales
    - 2e compagnie des forces spéciales
    -  3e compagnie des forces spéciales
    - Compagnie des drones
    - Section de reconnaissance
    - Section de génie militaire
    -  Section de mortier
    -  Section médicale

  -  3e bataillon des forces spéciales (dissous en mai 2024)
  -  5e bataillon des forces spéciales
  -  6e bataillon des forces spéciales
    - 1er compagnie des forces spéciales
    - 2e compagnie des forces spéciales
    - 3e compagnie des forces spéciales
    - Compagnie des drones
    - Section de reconnaissance
    - Section de génie militaire
    - Batterie de mortier
    - Section médicale

  - 3e bataillon des forces spéciales internationales
    - 1er compagnie internationale des forces spéciales
    - 2e compagnie internationale des forces spéciales
    - 3e compagnie internationale des forces spéciales
    - Compagnie des drones
    - Section de reconnaissance
    -  Unité de génie militaire "Foxtrot"
    - Batterie de mortier
    - Section médicale

  - Unité de reconnaissance humaine spéciale
  -  Unité de reconnaissance téléguidée spéciale
  -  Bataillon de chars blindés
    - 1er compagnie de chars blindés
    - 2e compagnie de chars blindés
    - 3e compagnie de chars blindés
    - Section anti-aérienne
    - Section de reconnaissance
    - Section de génie militaire
    - Section de soutien
    - Section médicale

  -  Régiment d'artillerie
    -  Kontakt-12
    - 1er bataillon d'artillerie
    - 2e bataillon d'artillerie
    - Bataillon d'artillerie de fusées
    - Bataillon anti-blindé

  -  Bataillon de drones
    - Compagnie de drone suicide FPV
    - Compagnie de drone de reconnaissance UAV
    - Compagnie anti-drone
    - Compagnie technique de maintenance

  -  Compagnie de génie militaire
  -  Division anti-aérien
    - Batterie de missiles anti-aérien
    - Batterie d'artillerie anti-aérien
    - Section radar
    - Section maintenance
    - Section logistique
    - Section reconnaissance et surveillance

  -  Section spécialisé dans les attaques radioactives, chimiques et biologiques
  -  Compagnie médicale
    - Section médicale
    - Section d'évacuation
    - Section de soutien

  -  Service Khorunzha
  -  Compagnie de guerre électronique
    - Section de renseignement d'origine électromagnétique
    - Section d'attaque électronique
    - Section de soutien électronique
    - Section anti-UAV

  - Détachements de reconnaissance
    -  Groupe de reconnaissance Neptune
    -  Groupe de reconnaissance Pirate
    -  Groupe de reconnaissance Thunderstorm

  -  Service de recrutement
  -  Bataillon des forces de soutien
    - Compagnie de génie militaire et sapeurs
    - Compagnie de génie militaire et positionnement
    - Section lance-flammes

  - Compagnie de snipers
    - Escadron "Gladius Ultor"
    - Escadron "Mortems"

  - Bataillon véhiculé
  - Communications militaires
  - Bataillon de formation
  - Section sapeur-pompier
  - Service psychologique

## Instrumentalisation par la propagande russe
Depuis le début de la guerre du Donbass la présence d'un groupe d'extrême-droite à l'idéologie néonazie sert à la propagande russe pour discréditer l'Ukraine, malgré le caractère marginal de l'unité dès 2014 et la perte de soutien de sa mouvance,. Louis Audet Gosselin, directeur scientifique et stratégique du Centre de prévention de la radicalisation menant à la violence affirme que « l’effet de la propagande russe est important. Le cas du régiment Azov a été utilisé pour dépeindre l’Ukraine comme nazie, mais ça reste très minoritaire dans le mouvement de défense de l’Ukraine. Le rôle de cette organisation demeure surévalué ».
L'acteur récompensé et ancien combattant d'Azov, Serhii Filimonov (en) (lié à des agressions envers les minorités, dont la communauté rom), déclare que « c’est la propagande russe qui nous dépeint comme des fascistes et qui répète que les forces prorusses doivent libérer les Ukrainiens parlant le russe de l’emprise des fascistes », et assure ne pas être raciste.
Une image largement diffusée utilisée pour discréditer l'Ukraine sur Internet montre un groupe de ses membres à Marioupol, tenant entre eux un drapeau du régiment (avec son insigne crampon et soleil noir) flanqué d'un drapeau de l'OTAN et d'un drapeau des Jeunesses hitlériennes. Un soldat effectue un salut hitlérien. Le drapeau à croix gammée a été ajouté numériquement, bien que l'image non trafiquée n'ait jamais été rendue publique. L'image est apparue pour la première fois sur le compte VKontakte d'un membre néonazi du régiment (qui apparaît sur la photo) qui apparaît avec divers drapeaux et accessoires nazis et néonazis sur d'autres photos sur les réseaux sociaux et qui a été empêché de rejoindre les forces régulières en raison de son casier judiciaire. D'autres permutations, toutes manipulées à partir de l'original, montrent l'ajout ou la substitution d'autres drapeaux : le drapeau d'Israël, de l'État islamique, et de la république populaire de Lugansk. La photographie est apparue pour la première fois en novembre 2014, et a notamment circulé durant la période 2014-15 (début de la guerre du Donbass) et durant février 2022 (climax de la crise diplomatique russo-ukrainienne de 2021-2022).
En janvier 2016, une vidéo est apparue sur Internet prétendant montrer des membres armés du régiment Azov brûlant un drapeau néerlandais et menaçant d'attentats terroristes aux Pays-Bas si le pays votait contre l'accord d'association entre l'Ukraine et l'Union européenne au référendum néerlandais sur cet accord, qui devait se tenir le 6 avril. En février, une vidéo similaire est apparue, avec des militants prétendument Azov debout sur le drapeau néerlandais. Une autre photographie d'un prétendu combattant d'Azov portant des vêtements de l'État islamique est apparue en janvier. Jan Roos (en), son blog GeenStijl (en) et son mouvement GeenPeil (en), qui a fait campagne contre l'accord d'association, ont traité la vidéo comme authentique. En réalité, les vidéos étaient truquées, ainsi qu'une fausse capture d'écran du compte YouTube du régiment Azov qui prétendait montrer que le régiment lui-même avait publié les vidéos, qui ne sont jamais apparues sur les chaînes officielles. Selon Bellingcat, les vidéos ont probablement été distribuées par l'Internet Research Agency, basée à Saint-Pétersbourg,,. En mai 2022, après le début de l'invasion russe de 2022, une image fixe de la vidéo de l'incendie du drapeau a été réutilisée pour promouvoir un nouveau récit prorusse : les membres d'Azov étaient tellement stupides qu'ils ont confondu le drapeau russe avec le drapeau néerlandais.
En mai 2024, Vladyslav Plahotnyk, prisonnier de guerre membre de la brigade Azov, accusé par un tribunal russe de Rostov-sur-le-Don de « participation à une organisation terroriste et d'entraînement au terrorisme » est condamné à 18 ans d'emprisonnement dans une colonie pénitentiaire de haute sécurité,.

## Réactions occidentales
En 2015, Jason Kenney, ministre canadien de la Défense dans le gouvernement Harper, affirme qu’Azov n’était rien de plus qu'un « petit nombre de brebis galeuses » et ne recevrait pas de soutien canadien. Or, les relations entre Azov et le Canada ne sont pas rompues, comme en témoigne la rencontre entre des membres de la direction d’Azov et des officiels de l'armée canadienne en juin 2018.
En octobre 2019, 40 membres du Congrès américain, à l’initiative du député démocrate Max Rose, ont signé une lettre demandant au Département d’État américain (équivalent du ministère des Affaires étrangères) de désigner Azov comme une organisation terroriste étrangère, sans succès,.
En 2019, des ambassadeurs de pays du G7 demandent au gouvernement ukrainien d’agir contre les ultranationalistes ukrainiens tels que le Corps national (l'aile politique) et la Milice nationale (Natsionalna Droujina groupe vigilantiste), les deux composantes du mouvement Azov.
La députée américaine Elissa Slotkin, présidente de la Sous-commission du renseignement et de la lutte contre le terrorisme, a appelé début 2021 le secrétaire d'État Antony Blinken à désigner Azov comme une « organisation terroriste étrangère ».
Après l'invasion russe de 2022, Facebook a autorisé les discours en faveur du régiment Azov, qui en avait pourtant été banni en 2019, du moment que les propos soient en rapport avec leur intervention militaire.